# 페데리코 모레노 토로바
페데리코 모레노 토로바 (1891년 3월 3일) – 1982년 9월 12일)은 스페인의 작곡가, 지휘자이다.

## 작품

### 오페라
- La Virgen de Mayo, 1 act (1925)
- El poeta, 4 acts (1980)

### 사르수엘라
- La Mesonera de Tordesillas (1925)
- La Marchenera (1928)
- Azabache (1932)
- Luisa Fernanda (1932)
- Xuanón (1933)
- La Chulapona (1934)
- Sor Navarra (1938)
- Maravilla (1941)
- El Duende azul (1946, with Rodrigo)
- Baile en Capitanía (1960)
- Ella (1966)

### 발레
- Fantasía de Levante (1957)
- Don Quixote (1970)
- El Hijo pródigo (1976)
- Cristo, luz del mundo (1978)

### 관현악
- La Ajorca de oro (1918)
- Zoraida (1919)
- Suite madrileña (1953)
- Mosaico sevillano (1954)
- Aires vascos (1956)
- Danzas asturianas (1956)
- San Fermín (1960)
- Eritaña (1979)
- Sonatina trianera (1980)

- 피아노와 관현악을 위한 카스텔라나 환상곡 (1980)

### 기타 작품
독주
- 소나티나 (1924)
- 녹투르노 (1926)
- 모음곡 카스텔라나 (1926). 포함: 1. 판당길로 ; 2. 아라다 ; 삼. 단자 .
- 프렐루디오 (1928)
- 부르갈레사 (1928)
- Piezas características (1931). 포함: 1. 프리암불로 ; 2. 올리베라스 ; 삼. 멜로디아 ; 4. 알바다 ; 5. 로스 마요스 ; 6. 파노라마 .
- 소나타-환타시아 (1950년대 초반)
- 마드릴레냐스 (1953)
- 사파테아도스 (1953)
- 세고비아나 (1956)
- 세비야나 (1956)
- 원스 오브라스 (1966)
- 하바네라 데 미 니냐 (1966)
- Castillos de España ("스페인의 성")(1970년 1권, 1978년 2권). 포함: Sigüenza, Manzanares el Real, Alba de Tormes, Montemayor (Romance de los Pinos), Alcañiz, Javier, Torija, Simancas, Zafra, Turégano, Redaba, Alcázar de Segovia, Olite, Calatrava .
- 트립티코 (1973)
- 라스 푸에르타스 데 마드리드 (1976). 포함되어 있습니다: 푸에르타 데 산 비센테(Puerta de San Vicente) ; 푸에르타 데 모로스 ; 푸에르타 데 톨레도 ; 푸에르타 데 알칼라 ; 푸에르타 델 앙헬 ; 푸에르타 세라다 ; 푸에르타 드 이에로 .
- 아이레스 드 라 만차
- 마드로뇨스
- 세레나타 부르레스카
- Siete Piezas de Álbum . 포함: 치스페라다 ; 루머 드 코플라 ; 미누에토 델 마호 ; ¡예, 말라게냐! ; 아이레 바스코 ; 세고비아나 ; 볼레로 메노르킨 .
- 소나티나와 변주곡 마단조
- 스위트 미니아투라 . 포함: 라마마다 ; 트레몰로 ; 발스 ; Divertimento .

기타 협주곡
- 카스티야 협주곡 (1960)
- Homenaje a la seguidilla (1962)
- Tres nocturnos (1970)
- 이베리코 협주곡 (1976)
- 디아로고스 (1977)

기타 4중주
- 라파가스 (1976)
- 에스탐파스 (1979)
- 소나타-판타지아 II (1976)
- 소나타 트리아네라 (1980)

### 피아노 작품
- 아페티 파스 (1913)
- 엘 마테 (1915)
- 알레그리아스 데 카디스 (1957)
- 판당고 코랄레로 (1957)
- 토레리아스 (1957)
- 추카레스 (1958)
- 노체 세비야나 (1959)